# كريستي مونتيرو
كريستي مونتيرو (باليابانية: クリスティ・モンテイロ، بالروماجي: Kurisuti Monteiro)، حفيدة أستاذ الكابويرا الذي قام بتعليم إيدي غوردو فن الكابويرا عندما كان إيدي في السجن. عندما كان في السجن، أقسم إيدي يميناً لأستاذه بأن يعلم حفيدته كريستي فن الكابويرا.
سعى إيدي نحو كريستي بعد عودته من بطولة ملك القبضة الحديدية الثالثة، وقام بتعليمها فن الكابويرا، تماماً كما وعد أستاذه. بعد سنتين من التدريب، أصبحت كريستي مقاتلة مدهشة. لكن بعد ذلك، اختفى إيدي فجأة، تاركاً كريستي مع كلماته الوحيدة، «يجب علي أن أنتقم من العدو المسؤول عن قتل والدي». قلقةً بسبب اختفاء إيدي المفاجئ والغامض؛ طاردت كريستي إيدي، ودليلها الوحيد - بطولة ملك القبضة الحديدية الرابعة.
جد كريستي، أستاذ الكابويرا الكبير، أطلق سراحه من السجن بعد فترة طويلة من احتجازه. للأسف، فقد تم تسخيصه بعد خروجه بمرض بدون علاج، ولم يبق له إلا ستة أشهر ليعيش، لكن هناك علاجاً من الممكن أن ينقذه بامتلاك التقنية من ميشيما زايباتسو. بعد عدة أيام، علمت كريستي ببداية بطولة ملك القبضة الحديدية الخامسة. نظرت إليها كريستي كفرصة لإنقاذ جدها، واثقةً بأنها إن امتلكت التقنية المتقدمة لدى ميشيما زايباتسو، فإن بإمكانها إيجاد العلاج لجدها.
شاركت كريستي في بطولة ملك القبضة الحديدية الخامسة، على أمل إنقاذ حياة جدها. خسرت كريستي وعادت إلى البرازيل، بعد عودتها، اكتشفت كريستي أن جدها ليس الوحيد المفقود، بل إيدي أيضاً. بعد أن خاب أملها وصارت مرتبكة، علمت كريستي من المشفى الذي كان يتعالج فيه جدها أنه قد نقل إلى منشأة ميشيما زايباتسو الطبية، من أجل العثور على مكان جدها بالتحديد، شاركت كريستي في بطولة ملك القبضة الحديدية السادسة. في النهاية، اكتشفت كريستي أن جدها قد مات. في فيلم النهاية لها، كريستي تبكي عند قبر جدها، ورمى إيدي شعار ميشيما زايباتسو على الأرض، محطماً الشعار.
خلال تطوير تيكن 3، لاحظت المطورون أن حركات الكابويرا ملائمة أكثر للشخصيات الأنثوية. ونتيجة لذلك، أضافوا كريستي بدلاً من إيدي غوردو في تيكن 4، بعد أن شعروا أنهم صنعوا شخصية أنثى جذابة تستطيع استخدام أسلوب القتال−.
صنف غيم دايلي كريستي في موضوع "فاتنات تيكن"، قائلين بأنه "عندما يتعلق الأمر بتيكن، فليس هناك من يتحرك برشاقة مثل كريستي". ظهرت إضافة إلى ذلك في موضوع "فاتنات نشكرهن كثيراً"، قائلين حين كونها جذابة، "فإنها قادرة على كسر أذرع وسيقان شخص في ثوانٍ. نحن نحب الفتاة التي تدافع عن نفسها. صنفها موقع غيم-دايلي في قائمة أكثر الشخصيات الخمسين جاذبية في ألعاب الفيديو، في الترتيب الثاني بعد لارا كروفت من سلسلة تومب رايدر. قامت عارضة أزياء تدعى هانا بأداء دور كريستي في التقاط الصور تيكن ماكسيم لمجلة ماكسيم.
في فيلم 2010، تيكن، قامت الممثلة الأمريكية كيلي أوفرتون بأداء دور كريستي. هذه النسخة من كريستي مختلطة من فنون قتالية متعددة بدلاً من مقاتلة كابويرا. بالإضافة إلى ذلك، ليس هناك علاقة بينها وبين إيدي غوردو ولكنها في علاقة حب مع جين كازاما. لا توجد دلائل على الإطلاق من كونها من البرازيل ولون بشرتها الذي تم تغييره إلى أنها امرأة قوقازية عادية. إشارة إلى تجسيد لعبة الفيديو أن أسلوب قتالها وأن جدها قام بتدريبها.
في حين كون أسلوب إيدي في الكابويرا أكثر تنظيماً، فإن أسلوب كريستي أقرب ما يكون إلى حركات راقصة. وقد لوحظ أنها تكون أخف نوعاً ما على القدمين منه، وتحركاتها إلى حد ما أكثر مرونة.

## وصلات خارجية
- تيكن ويكي
- تيكنبيديا الإنجليزية نسخة محفوظة 3 نوفمبر 2013 على موقع واي باك مشين.